# Taringa!
Taringa! (estilizado TARINGA!) fue una red social de origen argentino, de uso extendido en países de habla hispana, lanzada el 8 de junio de 2004. Además de en Argentina, gozó de gran popularidad en América Latina, España, la comunidad hispana de Estados Unidos y del resto del mundo. En 2013 y 2014 comScore, la clasificó como la segunda red social más visitada en Argentina después de Facebook, y la tercera en América Latina. El tráfico del sitio fue bajando gradualmente a partir de 2015, cayendo del puesto 500 del ranking Alexa en agosto de 2017, al 1150 en el mismo mes de 2018 y, tras un breve lapso de recuperación con el lanzamiento de la versión 7, a principios de 2019 pasó del puesto 1084 al 1161 entre el 26 de mayo y el 28 de julio del mismo año.
En un intento de recuperar la vanguardia, el sitio lanzó su aplicación, disponible en Android e IOS, el 19 de mayo de 2023. Este lanzamiento marcó una separación de la antigua web con una nueva era orientada a desalentar la piratería y alentar tanto los valores de la  libertad de expresión en Internet, como la inclusión financiera y descentralizada que proporciona la web 3.0. Regresaron muchos apartados que los usuarios valoraron en el pasado como la apreciación y las recompensas por el contenido.
Sin embargo, el 25 de marzo de 2024 la red social cerró sus servidores de manera definitiva.

## Historia del sitio web

### Inicios
Taringa! fue lanzada el 8 de junio de 2004 y difundida desde el 14 de abril del mismo año, por Fernando Sanz, alias Cypher, estudiante porteño de colegio secundario. 
El diseño del sitio se basó en teoti.com, siendo un híbrido entre un foro y un blog: los usuarios anónimos escribían o compartían artículos cortos o enlaces para la descarga de libros y programas informáticos (piratería) en un OP (original post) denominado simplemente post en la jerga taringuera, mientras que los comentarios que le seguían contaban con un límite de caracteres muy inferior, a pesar de que su diseño y cultura era muy similar a la de un foro. El sitio logró una gran popularidad inicialmente a través de las listas de correo electrónico de las universidades argentinas, ya que facilitaba el acceso a material de estudio, lo que llevó a que el sitio colapasara y debiera cerrar el registro momentáneamente. El lema del sitio fue "Inteligencia Colectiva".

### Adquisisión de los hermanos Botbol y auge de tránsito
El crecimiento inesperado del sitio hasta 30.000 visitas diarias y las labores de programación que esto conllevaba, sumadas a los costos de hosting que no podían financiarse ya que no se contaba con los suficientes auspiciantes, produjeron que su dueño original sufriera un burnout y que en noviembre de 2006 lo ofreciera por unos escasos 5000 dólares a los empresarios Alberto Nakayama y los hermanos Matías y Hernán Botbol, por ese entonces dueños de Wiroos, la empresa que hosteaba a Taringa, que vieron una buena oportunidad.
Con los nuevos dueños, el sitio relegaría el contenido NSFW a poringa.net y conseguiría los auspiciantes suficientes. El tráfico en el sitio aumentó drásticamente el permitirse su indexación en el motor de búsqueda google.com, sobre todo utilizada para descargas de programas pirateados y la información principalmente rescatada de otros sitios web, y para uso en la escuela secundaria. Además, desarrolló una comunidad que creaba contenido propio, mayoritariamente documentales y tutoriales, y una cultura y jerga particular en la sección de comentarios.

### Ley SOPA y adaptación
A partir de 2009, el sitio sufre un golpe duro debido a la aprobación de leyes anti-piratería en internet, como la Ley SOPA y Ley Sinde, viéndose obligado a eliminar los enlaces a piratería y prohibiendo su publicación, siendo que ésta era la principal atracción del tránsito en la página de usuarios no registrados. Por eso, se comienza a incentivar el uso de la página como una comunidad en línea.
A partir de la v4 (versión 4), lanzada en 2009, taringa! incorpora las comunidades, similar a los grupos de Facebook, subdivisiones del sitio con menor cantidad de miembros y destinadas a un tema específico. Además incorpora una sección de Juegos, en los que constaba de juegos clásicos para jugar entre usuarios, como el truco, ajedrez, etc. En 2011 se incorporan los Shouts, microcontenidos muy similares a los twitts de Twitter. El sitio se dividía en Posts, Shouts, Comunidades, y Juegos; apareciendo los posts en la homepage del sitio.  
Para 2012 o 2013, taringa ya contaba con una comunidad en línea con una identidad bien constituida, con su propia jerga y un gran sentido del humor, y que influía fuertemente en la cultura popular de internet creando nuevas frases y memes. Principalmente, su uso pasó a ser el de sitio de humor.

### Malas decisiones y comienzo del declive
A partir de la v6, a fines de 2015, se empieza a incentivar económicamente a los "creadores de contenido", mediante el lanzamiento de Taringa! Creadores, que pagaba en criptomonedas por los puntos recibidos en los posts, a través de la billetera virtual XAPO.
La comunidad taringuera comenzaría a abandonar el sitio lentamente a partir de entonces, ya que Taringa! Creadores incentivó el abuso de la página, siendo spameada con posts de pésima calidad y sin contenido humorístico, y que no eran borrados por los moderadores, por parte de usuarios que sólo buscaban remuneración económica dándose puntos entre sí en cadena; en especial se notaba en los usuarios provenientes de Venezuela, país que pasaba por una crisis económica feroz en ese momento. A esto se le sumaron otras malas decisiones de los administradores, como permitir el uso indiscriminado de la página para propaganda de política partidaria por parte de trolls pagados. 
Además, a partir de 2016, los administradores comenzaron a imponer una censura feroz a lo políticamente incorrecto, y a promover ideologías políticamente correctas que poco tenían que ver con la cultura de la comunidad, mientras siguieron permitiendo el spam de trolls políticos y posts de pésima calidad para recaudar dinero, lo que aceleró el proceso de éxodo.

### La v7 y el éxodo total
En 2018, se lanzó la versión 7 del sitio, que presentaba errores de programación tan graves que volvió inutilizable la mayor parte del sitio. Empeoró notablemente la experiencia de usuario, eliminó la página principal adonde se podían ver los posts creados, siendo éstos el corazón del sitio, eliminó las comunidades (las que en realidad, ya estaban desiertas debido al éxodo), y dejó solamente activos los Shouts, que representaban una parte marginal del uso por parte de la comunidad. Este error de programación permaneció sin arreglarse por más de un año. Además, se eliminaron los comentarios de los posts antiguos, se dejó de poder acceder a posts mediante enlaces antiguos, y presentaba fallas en la presentación de posts en el perfil de los usuarios, entre otras.
En este entonces, el éxodo fue masivo y apenas quedaron algunas decenas de usuarios activos, por lo que los Botbol decidieron vender la compañía a una empresa extranjera que desconocía absolutamente la situación del sitio web y en consecuencia pagó un enorme sobreprecio. 

### Adquisición de IOV Labs, mejoras en la programación y últimos días
En el año 2019, fue adquirida por la compañía especializada en blockchain IOV Labs. Se lanzó una v8, el código del sitio fue renovado,  optimizado, llevado a web3, y finalmente la sección Posts volvió a ser utilizable luego de varios años para 2021, aunque aún brindando una experiencia de usuario peor a la de la v6 en muchos aspectos y permaneciendo una gran cantidad de errores que hacen varias funciones fundamentales inutilizables. 
A pesar de las limitadas mejoras, nunca se logró recuperar el tránsito en la página debido a que la comunidad había migrado a  imageboards sin censura que habían surgido ya en el éxodo de 2016, como Voxed, o a foros, como ForoCoches, Foro3DGames, u otros sitios como Reddit o Twitter. Además, gran parte de la comunidad era adolescente y abandonó por completo en torno al llegar a su madurez, y no se pudo atraer a nuevas generaciones debido al estado lamentable del sitio en cuanto a calidad de contenido, calidad de programación y actividad.
En mayo de 2023 finalmente se lanzó una aplicación móvil de taringa! en modo beta, una década detrás de las redes sociales más populares, en la que también monetizaron los posts con criptomonedas en un intento desesperado.

### Cierre
Taringa!, mediante un comunicado, explicó que el cierre definitivo se produce por un "cambio de tendencias de los últimos años" que han vivido las redes sociales, que le hizo perder una enorme cantidad de usuarios, como así también una menor permanencia de quienes aún ingresaban.
En este sentido, el texto señala que también hubo modificaciones en "las condiciones del mercado y la competitividad" de las redes, las cuales "frustraron" el objetivo de Taringa! de generar un espacio donde se pueda monetizar el contenido.
Se anunció su cierre para el 24 de marzo de 2024, pero fue el 25 de marzo de 2024 cuando cerraron de manera definitiva los servidores de Taringa en Hispanoamérica, Guinea Ecuatorial y España.

## Información de la web

### Taringa! Posts
Fue la sección principal de la versión web de Taringa!, donde los usuarios podían crear artículos extensos con texto, imágenes y videos. Los posts (artículos) se organizaban en treinta categorías temáticas y por medio de un sistema de puntos, los usuarios podían evaluarlos, se podía comentar, guardar en favoritos, compartirlos en otras redes sociales o dentro del sitio a través de un "shout".

### Página principal
Históricamente, la portada de la versión web de Taringa! tenía como sección principal a los posts ordenados de manera cronológica, según el orden de creación (lo más reciente) y como secciones secundarias, los Top Post (los más votados por la comunidad en la semana, el mes, o el año) y Post Destacados (una selección que se realizaba a través de una combinación de variables como visitas, comentarios, favoritos, etc).
En julio de 2014 Taringa! renovó su Portada Principal, no solo con cambios estéticos, sino que desarrolló un nuevo algoritmo para destacar los mejores aportes de la comunidad y, a través de tecnología de geolocalización, que cada país pueda tener su portada personalizada con los temas más relevantes a nivel local. Los posts creados por los usuarios se mostraban en la Portada ordenados en tres grandes secciones: lo más destacado, en ascenso y lo más reciente:
- Lo más destacado: post que lograban mantenerse en un período extenso de tiempo (una semana) entre el contenido más comentado, más leído, más recomendado y con mayor puntaje.
- En ascenso: posts que en un período corto de tiempo comenzaban a recibir mucho puntaje, visitas, comentarios o recomendaciones por parte de la comunidad. Los temas que empezaban a estar candentes en el sitio.
- Lo más reciente: los posts ordenados cronológicamente por orden de creación seguían teniendo un lugar en la página principal, pero con un protagonismo más relativo.

### Comunidades
Taringa! web fue una Comunidad de comunidades. Los usuarios podían crear sus propios grupos dentro de la plataforma para interactuar con otras personas con las que tenían gustos o intereses en común. La sección Comunidades fue lanzada en septiembre de 2009 y hubo más de 80.000 comunidades de todo los temas; desde una Comunidad Oficial de seguidores de Android; Comunidad Dibujante; Servicio Técnico para PC; comunidad de guitarristas; de Anime y Cosplay, entre muchas otras.

### Mi Taringa!
Mi Taringa! Fue una sección de microcontenidos inaugurada en mayo de 2011. Los miembros de la comunidad podían compartir mensajes cortos (de hasta 255 caracteres) llamados shouts, similares a los twitts de Twitter. Mediante estos mensajes los usuarios podían expresar estados de ánimo, pensamientos, fotos, videos o enlaces. Eran recibidos de manera instantánea por todos los seguidores del autor, quienes podían comentarlos, recomendarlos y votarlos. Cada usuario recibía en “Mi Taringa!” las notificaciones de los usuarios que seguía.

### Historias de usuarios
Taringa! guardaba cientos de historias de usuarios que alcanzaron diferentes metas gracias a su participación en el sitio. Además del joven que logró encontrar a su padre luego de muchos años gracias a un post que publicó en Taringa!, también fue reconocida la historia de un joven lutier fanático de los Beatles que logró entregarle personalmente un bajo que confeccionó para Paul McCartney.  Una pareja que construyó su casa en un contenedor difundió y multiplicó su historia luego de haberla publicado en el sitio,
y sirvió de inspiración para otros cientos de personas. Durante las crisis y movilizaciones sociales, algunos ciudadanos utilizaban Taringa! como espacio donde compartir sus experiencias en las protestas y hacer denuncias públicas, como durante los saqueos en la provincia de Córdoba, Argentina o la protesta callejera en Venezuela.  También fue una plataforma para dar difusión a nuevos artistas. Un caso reconocido fue el de un joven uruguayo que publicó un video de su autoría donde recreaba con efectos especiales una supuesta invasión masiva de robots en Montevideo llamado “¡Ataque de pánico!” y fue contactado por ejecutivos de 20th Century Fox, Dreamworks y Warner y finalmente fue contratado por una productora norteamericana.

## Sistema de rangos de usuarios y puntuación
Los usuarios según su rango tenían un saldo diario de puntos, los que podían repartir como propina entre los posts (artículos) que prefirieran, con un tope de 10 puntos a cada post. A su vez, la cantidad de puntos recibidos en los posts definían el rango, que además de permitir dar puntos a otros, daba otros beneficios como frecuencia de posteo permitida, etc. 

### Versión 4 (v4)
En la versión 4, el saldo de puntos que podía entregar por día un usuario según su rango eran: Novatos, 0 puntos; New Full User, 10 puntos; Full User, 12 puntos; Great User, 17 puntos; Silver, 20 puntos; Gold, 30 puntos; Moderadores, 35 puntos; Desarroladores, 35 puntos.
Los Full User eran usuarios que se registraron antes de la versión 3 de T! (antes de 2006), en las versiones anteriores no se pasaba por novato.  
Los Silver y Gold eran Usuarios que se destacan entre los demás usuarios de Taringa, y están en los primeros 100 lugares del ranking o T! Rank, los primeros 50 eran Gold y los siguientes 50 eran Silver.  
Además, los novatos no podían:
- Comentar fuera de la sección novatos.
- Dar puntos en ninguna sección.
- Cerrar los comentarios de sus post
- No tienen la opción de recibir sus estadísticas por correo
- Postean solo en la sección Novatos

### Versión 5 en adelante
En la versión siguiente del sitio web (v5), se añadieron más rangos, resultando  en una cantidad excesiva y función superflua; que estaban basados en el "karma", que ponderaba además de los puntos recibidos posts, créditos por comentarios, denuncias, o likes en shouts.
- Trol: karma -1 (y menos, aunque no se muestra)
- Flamer: karma 0
- Inexperto: karma 1
- Iniciado (rango otorgado a los usuarios nuevos): karma 2
- Aprendiz: karma 3
- Amateur: karma 4
- Regular: karma 5
- Experto: karma 6
- Avanzado: karma 7
- Élite: karma 8
- Silver: karma 9
- Gold: karma 10
- Platinum: karma 11
- Diamond: karma 12 (y más, aunque no se muestra)

En las versiones 7 y 8 se mantuvieron los rangos aunque ya no era posible dar puntos a los posts y sólo se votaba con like o dislike (en la jerga, "positivo" y "negativo").

## Datos estadísticos
| Fecha              | Usuarios registrados | Posts totales | Comentarios totales |
| ------------------ | -------------------- | ------------- | ------------------- |
| Agosto de 2009     | 2.793.166            | 2.492.152     | 16.625.635          |
| Octubre de 2009    | 3.005.897            | 2.796.629     | 18.265.474          |
| Febrero de 2010    | 3.629.776            | 3.763.511     | 24.433.386          |
| Junio de 2010      | 4.591.217            | 5.015.879     | 32.153.613          |
| Octubre de 2010    | 5.676.985            | 6.720.560     | 41.292.415          |
| Diciembre de 2010  | 6.005.528            | 7.435.278     | 44.849.138          |
| Marzo de 2011      | 6.623.943            | 8.720.187     | 52.926.103          |
| Diciembre de 2011  | 15.593.893           | 12.580.671    | 80.430.481          |
| Enero de 2012      | 16.243.440           | 12.931.014    | 83.388.117          |
| Octubre de 2012    | 19.926.945           | 14.998.053    | 96.502.018          |
| Noviembre de 2012  | 20.234.016           | 15.172.626    | 97.866.876          |
| Mayo de 2013       | 21.728.849           | 15.893.596    | 104.963.843         |
| Julio de 2013      | 22.397.396           | 16.151.365    | 107.987.334         |
| Enero de 2014      | 24.157.067           | 16.701.120    | 118.079.155         |
| Julio de 2014      | 25.540.489           | 17.148.858    | 127.005.036         |
| Abril de 2015      | 26.984.986           | 17.809.276    | 139.803.406         |
| Julio de 2015      | 27.379.031           | 18.015.101    | 143.450.597         |
| Diciembre de 2015  | 27.629.790           | 18.373.020    | 148.824.389         |
| Febrero de 2016    | 27.712.330           | 18.474.897    | 150.661.032         |
| Agosto de 2016     | 27.995.073           | 18.757.640    | 156.160.045         |
| Septiembre de 2016 | 28.004.069           | 18.658.765    | 162.866.235         |
| Octubre de 2017    | 28,568,949           | 19,244,348    | 165.562.870         |
| Noviembre de 2017  | 28.620.193           | 19.271.550    | 166.198.497         |
| Febrero de 2018    | 28.725.943           | 19.328.071    | 167.642.897         |

## Controversias

### Responsabilidad de Intermediarios en Internet
Taringa! ha sido protagonista de algunos debates sobre la responsabilidad de los intermediarios de Internet en relación al contenido generado por terceros. Las causas en las que fue parte lentamente fueron generando un precedente positivo para la industria en la región.
El 6 de mayo de 2011, la Cámara Nacional de Apelaciones en lo Criminal y Correccional de Argentina envió a juicio a los propietarios de Taringa! por supuesta infracción de derechos de autor, argumentando que eran “partícipes necesarios” por las acciones que realizan los usuarios dentro de la página.
La causa fue iniciada por La Cámara Argentina del Libro, las editoriales Astrea, La Ley, Rubinzal y Asociados, Ediciones de la Flor S.R.L., Ediciones La Rocca S.R.L., Editorial Universidad S.R.L., Gradi S.A. (Editorial de RedUsers). El 27 de marzo de 2012 los editores de libros desistieron de la denuncia contra el portal luego de alcanzar un acuerdo.
El 4 de octubre de 2012 los administradores del sitio decidieron levantar el recurso de apelación. Esta acción originó que la Sala VI de la Cámara de Apelaciones devolviera el sumario a primera instancia para que así pudiera ser rápidamente remitida al Tribunal Oral n.º 26. En noviembre del 2013 la mayor parte de los querellantes desistieron de todo proceso judicial. En enero de 2014, mediante un comunicado de la cuenta oficial de Taringa!, quedó eliminado todo lo referido a descargas del sitio que violen los derechos de autor, para evitar conflictos legales.

### Obra de Borges
En mayo de 2015, la plataforma fue sobreseída de una denuncia por supuesta violación a la Propiedad Intelectual realizada por María Kodama, viuda del escritor argentino Jorge Luis Borges y heredera universal de los derechos de su obra. Kodama había denunciado en abril de 2014 a diversos sitios web donde presuntamente se reproducía o facilitaba la reproducción no autorizada de textos de Borges. El caso alcanzó gran repercusión a nivel mundial debido a la argumentación (presentada en los fundamentos) del fallo de la justicia, el cual sentó un precedente muy positivo para todas las compañías de Internet. El fallo de la Justicia estableció que las empresas intermediarias de Internet no pueden ser consideradas responsables a priori por el contenido compartido por los usuarios a través de sus plataformas y que no hubo maniobra dolosa por parte de Taringa! sentando un precedente muy positivo para la industria.

## Seguridad
En agosto del 2017, el sitio sufrió una importante filtración de seguridad y según un reporte oficial se filtraron los datos de 28 millones de usuarios.
"El día hemos sufrido un ataque externo que comprometió la seguridad de nuestras bases de datos y del código de Taringa!", informó la red social en un posteo. "No han sido comprometidos números telefónicos ni credenciales de acceso de otras redes sociales como así tampoco direcciones de billeteras bitcoin del programa Taringa! Creadores. Pero forzamos un reseteo de contraseña para todos los usuarios potencialmente afectados", continuó el comunicado.

## Cierre de Taringa
El 11 de marzo de 2024 se anunció el cierre de Taringa para el 24 de marzo en múltiples noticias y el mismo sitio web, pero cerró definitivamente el 25 de marzo antes del mediodía (Cono Sur). En la página principal se posteo un mensaje fijado que dice:
"Estimados taringueros: 20 años de historia no es un logro del que cualquier sitio, plataforma o comunidad pueda presumir, ni de lejos. taringa! ha sido el lugar de fantásticas historias, memes, trolleadas, inteligencia colectiva por doquier, pero sobre todo, siempre ha sido un lugar donde la libertad de expresión está presente. Podrán llamarnos virgos, ácidos, insoportables, antisociales y todo lo que quieran. Pero hemos hecho historia y eso nadie nos lo podrá negar jamás. Hemos sido el hogar de todo tipo de historias, todo tipo de personajes, todo tipo de sentimientos. Nos hemos metido en muchos líos y los hemos superado todos. Nos hemos puesto la bandera de una identidad que, aún a día de hoy, después de tantos años, sigue siendo relevante… el “taringuero”. Es por eso que, realmente, con mucho dolor, tenemos que anunciar el cierre de taringa!, tanto de taringa.net como el de taringa! app el día 24 de marzo. Los motivos, son tan simples, como difíciles de aceptar. Con el cambio de tendencias de los últimos años respecto a las redes sociales, taringa! diseñó un producto que buscaba lo que otras plataformas no podían lograr, un espacio de libertad donde se pueda monetizar el contenido. Sin embargo, debido a las condiciones del mercado y la competitividad de las redes sociales, este sueño se ha frustrado. Más adelante les daremos más detalles de cómo se va a dar este proceso y qué es lo que necesitan saber. Me guardo el bardo que tengo adentro, ya lo sacaré después. Gracias por todo, taringueros. Lo que logramos juntos en estos 20 años quedará en la historia del internet para siempre."
La administración de Taringa! ha comunicado de manera categórica que todo el contenido presente en taringa.net, sin excepción, será eliminado permanentemente. Esto abarca desde los posts publicados por los usuarios hasta los shouts. La medida de eliminación también se extiende a las cuentas de usuario, significando que toda la información personal y los datos asociados a estas también serán borrados de los servidores.
Actualmente al ingresar al sitio web (Taringa.net), solo se muestra una imagen mostrando un gráfico de un cementerio donde destacan dos lápidas, una con el logo de la website Taringa (T! RIP 2004 - 2024) y la otra de su app más reciente del mismo nombre (t! RIP 2023 - 2024), junto a la leyenda: "Aquí yace un grande de la historia del internet", en primer plano.